# August Schmarsow

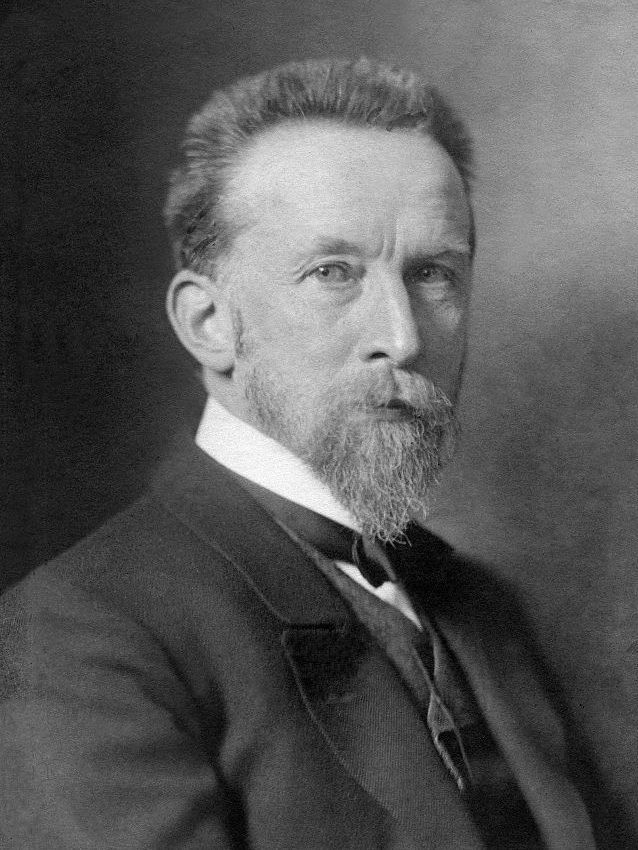
August Schmarsow nel 1913

August Schmarsow (Schildfeld, 26 maggio 1853 – Baden-Baden, 19 gennaio 1936) è stato uno storico dell'arte e docente tedesco.

## Biografia
Studiò a Zurigo, Strasburgo e Bonn e divenne docente di storia dell'arte a Gottinga nel 1881, professore nel 1882, a Breslavia nel 1885, a Firenze nel 1892 e poi a Lipsia nel 1893.
Nel 1888 fondò il Kunsthistorisches Institut in Florenz (Istituto per la Storia dell'Arte a Firenze), per promuovere ricerche originali sulla storia dell'arte italiana, oggi parte della Società Max Planck, istituzione statale tedesca.

## Opere letterarie
I suoi scritti sono caratterizzati da solidi studi e da una critica acuta. Ha scritto biografie di David d'Angers, Jean-Auguste-Dominique Ingres e Pierre Paul Prud'hon in Kunst und Kunstler di Robert Dohme, di Raffaello e Pinturicchio a Siena (1880) e ancora di:
- Melozzo da Forlì (1886)
- Giovanni Santi (1887)
- St. Martin von Lucca und die Anfänge der toskanischen Sculptur im Mittelalter (1889)
- Masaccio-Studien (1895-1899), con atlante
- Barock e Rokoko (1897)
- Grundbegriffe der Kunstwissenschaft (1905)
- Federigo Barocci (1909–1910)
- Gherardo Starnina (1912)